# San Martino di Finita
San Martino di Finita (in Arbëresh, IPA: [ar'bəreʃ]: Shën Mërtiri) ist eine italienische Gemeinde mit 948 Einwohnern (Stand 31. Dezember 2023) in der Provinz Cosenza in Kalabrien.

## Lage und Daten
Das Gebiet der Gemeinde liegt auf einer Höhe von 550 m über dem Meeresspiegel und umfasst eine Fläche von 23 km². San Martino di Finita liegt etwa 40 km nordwestlich von Cosenza. Die Nachbargemeinden sind Cerzeto, Lattarico, Rota Greca und Torano Castello.

## Geschichte
San Martino di Finita wurde im 15. Jahrhundert von Familien aus dem südwestlichen Albanien, hauptsächlich aus Cameria gegründet, die nach der Besetzung des Balkans durch die Osmanen aus ihrer Heimat geflüchtet waren.